# Hamburgische Dankmedaille (Sturmflut 1962)

Grafische Darstellung Hamburgische Dankmedaille (Sturmflut 1962)

Die Hamburgische Dankmedaille (Sturmflut 1962) ist eine staatliche Auszeichnung des Landes Hamburg, welche am 8. Mai 1962 durch den Senat der Freien Hansestadt per Senatsbeschluss gestiftet wurde.

## Verleihungsvoraussetzungen
Die Dankmedaille kann verliehen werden, wenn sich der Auszuzeichnende durch eine nachhaltige Hilfeleistung während und nach der Sturmflut 1962 ausgezeichnet hat. Dabei ist explizit nach hanseatischer Tradition geregelt worden, dass die Dankmedaille nicht an die Bürger der Hansestadt verliehen wird. Gleiches gilt für die eingesetzten Angehörigen der Hamburger Feuerwehren und sonstiger beteiligter Landesstellen. Die Dankmedaille erhielten somit nur auswärtige Helfer sowie Angehörige auswärtiger Hilfsorganisationen. Im Übrigen hat der Hamburger Senat die Verleihungsrichtlinien bisher nicht veröffentlicht. Dies ist auch nicht mehr zu erwarten. Daher sind auch keine spezifischen Verleihungsprozeduren bekannt geworden.

## Aussehen, Beschaffenheit und Trageweise
Die aus Bronze gefertigte Medaille hat einen Durchmesser von 32 mm und zeigt auf der Vorderseite die symbolische Darstellung einer Rettung aus Sturmflut. Niedergeschlagen hat sich diese Symbolik in der Darstellung eines Retters in einem kleinen Ruderboot der einen Menschen aus den Fluten zieht. Die Rückseite der Medaille zeigt das Hamburger Staatswappen, welches von der Inschrift: DAS DANKBARE HAMBURG / SEINEN FREUNDEN IN DER / NOT + XVII. FEBRUAR 1962 durchbrochen ist. Getragen wird die Dankmedaille an einem breiten weißen, rot geränderten und zweimal rot gestreiften Band an der linken oberen Brustseite.

## Verleihungsbefugnis
Die Verleihung der Dankmedaille erfolgt durch den Senat der Hansestadt. Der Beliehene erhält mit Aushändigung der Medaille eine dementsprechende Urkunde.

## Verleihungszahlen
Die Verleihungen sind inzwischen eingestellt worden. Es gab ca. 15.800 Verleihungen an auswärtige Helfer.

## Sonstiges
Die auf der Vorderseite dargestellte Symbolik einer Rettung aus Sturmflut, ist auch bei allen anderen Hamburgischen Medaille, die aufgrund von Überschwemmungen, gestiftet worden sind, unverändert übernommen worden. So bisher auf die:
- Hamburgische Dankmedaille (Oder-Flut 1997)
- Hamburgische Dankmedaille (Elbe-Hochwasserkatastrophe 2002).